# Frauke Eickhoff

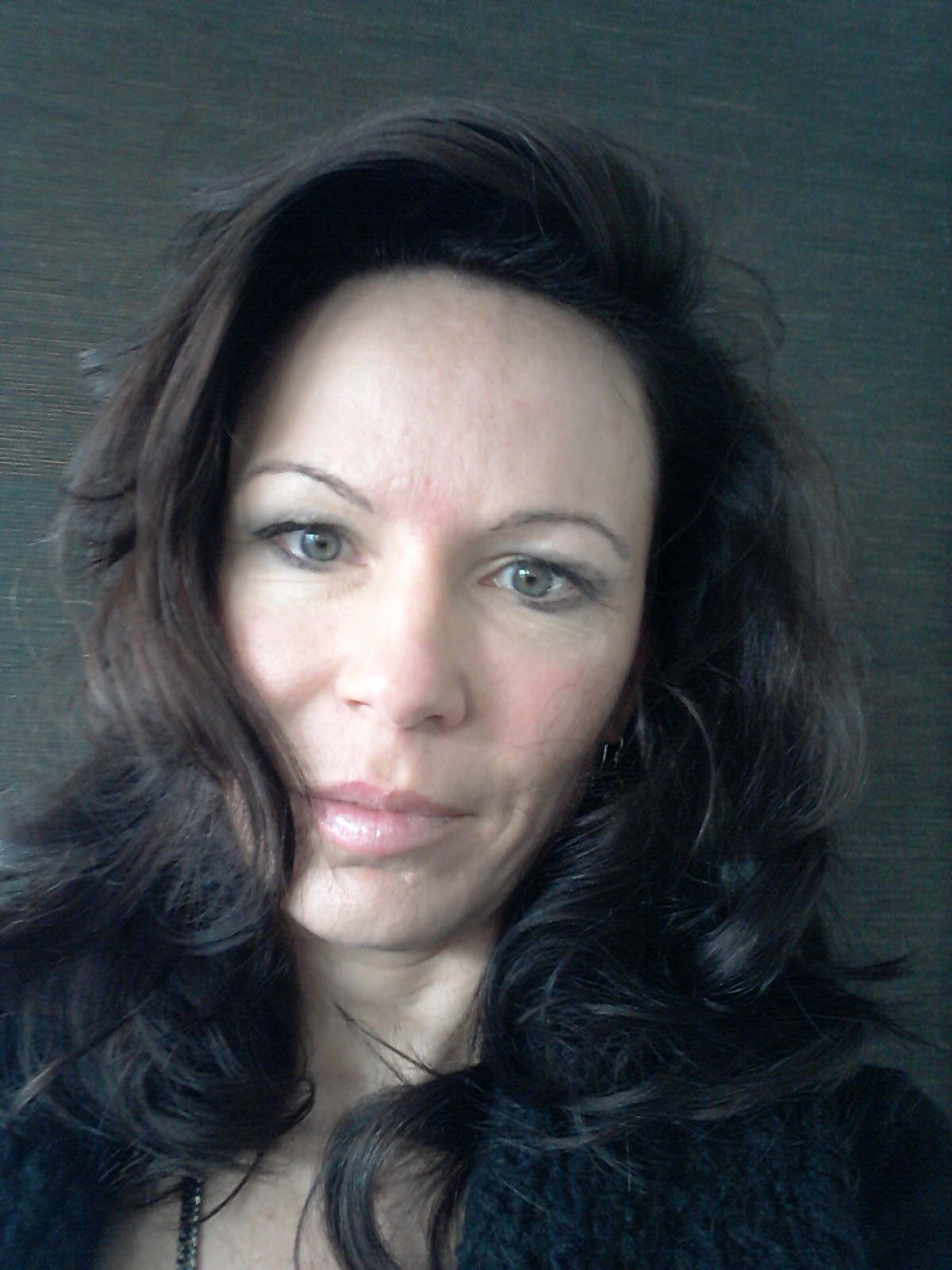
Frauke Eickhoff

Frauke Eickhoff (* 24. Oktober 1967 in Celle) ist eine deutsche Judoka. Sie war Weltmeisterin und Vizeeuropameisterin.

## Leben
Frauke Eickhoff begann mit fünf Jahren im TuS Hermannsburg, in der Lüneburger Heide mit dem Judo. In Hermannsburg steht auch ihr Elternhaus. Seit 1986 ist sie Mitglied im PSV Braunschweig. Sie ist Trägerin des 6. Dan, dem rot-weißen Gürtel und kämpfte in der Gewichtsklasse bis 61 kg.
Nach einer Ausbildung für das höhere Lehramt mit den Fächern Biologie und Sport an der Sporthochschule Köln und der TU Hannover ist sie mittlerweile Studienrätin. Außerdem besitzt sie die Trainer A-Lizenz im Judo. Sie war mehrere Jahre in Niedersachsen Ausbilderin für Übungsleiter und Trainer C sowie in der Lehrerfortbildung Braunschweig. Weiterhin arbeitete Eickhoff mehrere Semester als wissenschaftliche Hilfslehrkraft an der TU Braunschweig für die Judoausbildung für Grund- und Hauptschullehrer. Von 1996 bis 2000 war sie Honorarbundestrainerin für die U-17-Nationalmannschaft. Seit 2000 arbeitet Eickhoff an der Wilhelm-Bracke-Gesamtschule in Braunschweig mit dem Schwerpunkt Judo.

## Erfolge
- Zu ihren größten Erfolgen gehört der dritte Platz bei der Europameisterschaft 1988 in Pamplona und der
- Sieg bei der Weltmeisterschaft 1991 in Barcelona; als dritte Frau für Deutschland überhaupt, nach Barbara Claßen aus Grenzach-Wyhlen (1982 in Paris) und Alexandra Schreiber (1987 in Essen).
- Bei den Europameisterschaften 1991 und 1992 erreichte sie jeweils den zweiten Platz und bei den
- Olympischen Spielen 1992 in Barcelona den fünften Platz.
- 1995 wurde sie in ihrer Gewichtsklasse Deutsche Meisterin.[1]